# Grojec (Silésie)
Pour les articles homonymes, voir Grojec.
Grojec est une localité polonaise de la gmina de Boronów, située dans le powiat de Lubliniec en voïvodie de Silésie.